# Genkō
Genkō (japanska: 元弘?, Genkō), 1331–1334, är en period i den japanska tideräkningen. Kejsare var Go-Daigo och shogun Morikuni Shinnō.
Under de så kallade genkō-krigen föll Kamakura-shogunatet och Japan splittrades.